# Euljiro-dong
Euljiro-dong (koreanska: 을지로동) är en stadsdel i stadsdistriktet Jung-gu i Sydkoreas huvudstad Seoul.